# Heinrich Gotthelf Schaufuß
Heinrich Gotthelf Schaufuß (* 21. Oktober 1760 in Chemnitz; † 19. Mai 1838 in Meißen) war ein bekannter Porzellanmaler der Meißner Manufaktur und unterrichtete an der ansässigen Zeichenschule. Sein künstlerisches Talent und seine Verdienste an der Zeichenschule wurden mit dem Titel „Sächsischer Hofmaler“ geehrt.

Scherenschnitt-Porträt von Heinrich Gotthelf Schaufuß

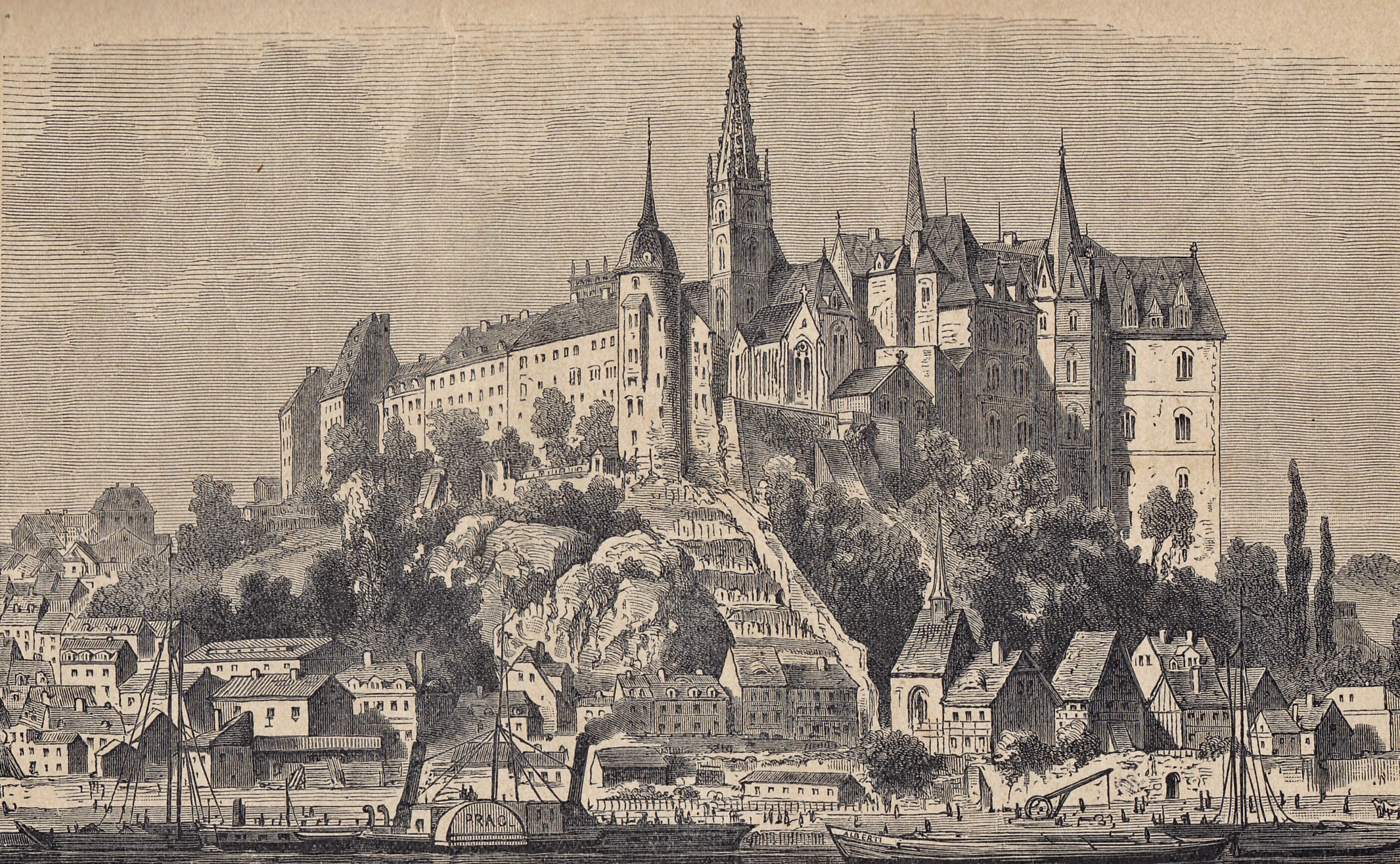
Die Albrechtsburg in Meißen

Königlich Sächsische Porzellan-Manufaktur Meißen

## Leben

### Jugend und Elternhaus
Heinrich Gotthelf Schaufuß wurde am 21. Oktober 1760 als Sohn von Christian Wilhelm Schaufuß, Gold- und Silberarbeiter, und dessen Ehefrau Juliana Sophia in Chemnitz geboren. Er hatte drei Geschwister: Christina Wilhelmina, Christian Friedrich und Christian August. Sein Großvater, Friedrich Wilhelm Schaufuß, war ein wohlhabender, bekannter sächsischer Jurist. Die Mutter war die Tochter des Churfürstlichen Sächsischen Fischotter-Fängers Michael Roschers.
Schon als Kind war er künstlerisch hochtalentiert. Er besuchte in Chemnitz das Gymnasium und im Kunstunterricht zeichnete er besonders gern Porträts seiner Mitschüler. Sein Maltalent übertraf das seiner Lehrer bei weitem. Von dem italienischen Maler Raffael und seinen ausgewogenen Bildern ( Porträts) war er besonders begeistert.

### Ausbildung
Er studierte an der Kunstakademie in Dresden u. a. bei Schenau (Johann Eleazar Zeissig). 1764 wurde die „Allgemeine Kunst-Akademie“ gegründet, Generaldirektor war Christian Ludwig von Hagedorn, der in Personalunion für die Königliche Zeichenschule Meißen zuständig war.

### Familie
In Meißen war Heinrich Gotthelf Schaufuß verheiratet. Über die Familie Schaufuß ist relativ wenig bekannt, sie lebte nach traditionellen Wertvorstellungen der damaligen Zeit. Er lebte in Meißen unweit von seiner Arbeitsstätte, der Albrechtsburg, wo damals die Manufaktur angesiedelt war. Im zweiten Stock befand sich sein Arbeitsplatz, direkt am Fenster mit Sicht auf die Elbe. Der Raum war mit prachtvollen Gemälden ausgestattet.
Als kurfürstlicher sächsischer Hofmaler war er eine geachtete Persönlichkeit. Sein ruhiges Wesen stand im Gegensatz zu seiner Gattin, die ein strenges Regiment in der Familie führte. Schaufuß hatte wenig Kontakt zu anderen bedeutenden Künstlern seiner Zeit, er galt als eigensinnig. Künstlerische Erfahrungen sammelte er ausschließlich im sächsischen Raum.

### Berufliche Tätigkeit
Ab 1781 war er als Figurenmaler/Porträtmaler an der Königlichen Porzellanmanufaktur tätig. Seine ausgezeichneten Leistungen wurden mit dem Titel „Sächsischer Hofmaler“ gewürdigt. Danach war er mit Ludwig Richter, Karl Samuel Scheinert Lehrer an der Königlichen Zeichenschule zu Meißen, welche eine Außenstelle der Kunstakademie (Dresden) war. Diese Schule unterrichtete 200 Schüler auf höchstem künstlerischem Niveau. Alle drei Lehrer erhielten mit 200 Talern an der künstlerischen Einrichtung das gleiche Jahresgehalt. Richter und Schaufuß waren auch für bürokratische Aufgaben im Schulbetrieb verantwortlich.
Schaufuß und Richter hatten konträre künstlerische Ambitionen; Schaufuß als fleißiger, renommierter Kopist für die Meißner Manufaktur und Richter als kreativer Künstler mit idealistischen Ideen und hervorragendem Talent insbesondere in der Landschaftsmalerei. An der Zeichenschule in Meißen war von 1828 bis 1835 Schaufuß erster Zeichenmeister und Richter dritter Zeichenmeister, was Richters Sichtweise über Schaufuß in seinen Lebenserinnerungen verstehen lässt.
Nach Auflösung der Schule 1835 arbeitete Schaufuß sporadisch an der Porzellan-Manufaktur, bis er 1838 verstarb. Nur der zweite Zeichenmeister Karl Samuel Scheinert wurde weiterbeschäftigt.

## Leistungen
In der Zeitung für die „Elegante Welt“ vom 15. November 1816 wird berichtet, dass der Hofmaler und Zeichenmeister Schaufuß nach den Vorzeichnungen des Kunstprofessors Schubert zwei hervorragende Vasen für einen Kunden in England fertigte.
In der Allgemeinen Zeitung meldete man am 22. August 1816 die Herstellung von vier großen, kelchförmigen Vasen, an denen der Zeichenmeister Schaufuß die antiken Motive Neptuns und der Minerva gezeichnet hatte. Nachdem diese Arbeiten im königlichen Porzellanmagazin im Brühlschen Palais präsentiert wurden, waren die Besucher der Ausstellung begeistert über diese hohe künstlerische Qualität der Arbeit.
Darüber hinaus erhielt Schaufuß die "Große Goldene Verdienstmedaille der Meißner Manufaktur".

## Werke (Auswahl)
Hervorragende Kopien von:
Raffael (Sixtinische Madonna), Domenichino, Guido Reni, Pompeo Batoni, C. Lotti, van Dyck, Gerard Dou und Anton Raphael Mengs sowie von Christian Wilhelm Ernst Dietrich, Francois Perrier und Giovanni Antonio Pellegrini.
Seine Werke wurden 1798, 1811, 1816, 1818, 1828 und 1830 in Dresden ausgestellt.

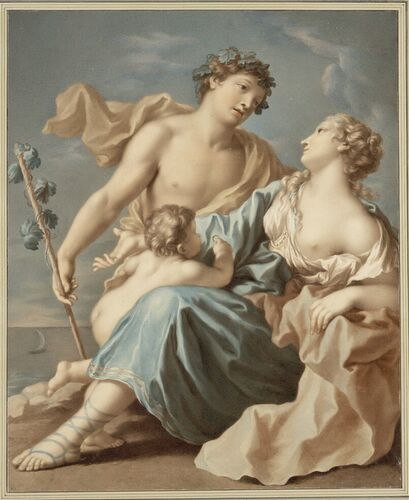
Bacchus und Ariadne am Meeresufer (Kopie nach Giovanni Antonio Pellegrini), [http://www.albertina.at Albertina, Wien

Bekannte Werke des Kopisten (Auswahl):
- Partie todtes Wildpret nach einem unbekannten Meister
- Romeo und Julie
- Polyxena am Grabe des Achilles
- Orest und Pylades
- Maria mit dem schlafenden Jesusknaben
- Anbetung der Könige
- Grablegung Christi durch Joseph von Arimathia
- Bacchus und Ariadne am Meeresufer
- Ein römischer Feldherr vor den Konsuln
- Die Flucht nach Ägypten

Weiterhin:

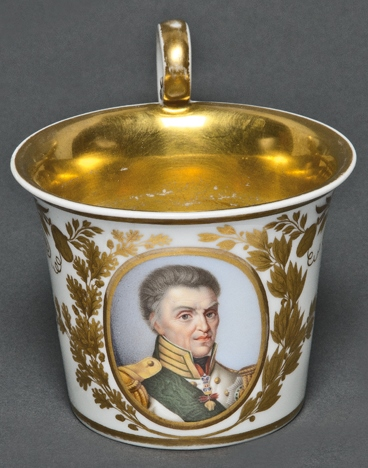
Porträttasse "König Anton I. von Sachsen", Meissen 1814–15, mit Signatur von Heinrich Gotthelf Schaufuß

- Zeichnungen antiker Medaillons und Motive
- Diverse Miniporträts auf Pfeifenköpfen
- Bemalte Tassen
- Tierdarstellungen